# Indonesia Open 1988
Die Indonesia Open 1988 waren eines der Top-10-Turniere des Jahres im Badminton in Asien. Sie fanden vom 20. bis 24. Juli 1988 in Jakarta statt. Das Preisgeld betrug 135.000 US-Dollar.

## Finalresultate
| Disziplin    | Sieger                            | Finalist                        | Ergebnis          |
| ------------ | --------------------------------- | ------------------------------- | ----------------- |
| Herreneinzel | Icuk Sugiarto                     | Lius Pongoh                     | 15-6, 15-4        |
| Dameneinzel  | Li Lingwei                        | Hwang Hye-young                 | 11-5, 11-6        |
| Herrendoppel | Razif Sidek Jalani Sidek          | Chen Kang Chen Hongyong         | 16-18, 15-5, 15-2 |
| Damendoppel  | Verawaty Fajrin Yanti Kusmiati    | Chung Myung-hee Hwang Hye-young | 15-6, 6-15, 15-8  |
| Mixed        | Eddy Hartono Erma Sulistianingsih | Bobby Ertanto Verawaty Fajrin   | 15-9, 15-11       |